# Chitral
Chitral o Chatrāl (in urdu چترال‎?; lett. "campo" nella nativa lingua khowar) è la capitale dell'omonimo distretto pakistano, situato sulla sponda occidentale del fiume Kunar (noto anche come fiume Chitral). La città si trova ai piedi del Tirich Mir, il più alto picco dell'Hindu Kush (7708 metri). Ha una popolazione di 20 000 persone, mentre il distretto (di 14 833 km²) ne conta 300 000. L'altitudine della valle è di 1170 metri.

## Geografia fisica
L'accesso più comodo per Chitral è a sud-ovest lungo la valle Chitral/Kunar verso Jalalabad. La strada è aperta tutto l'anno e fornisce accesso diretto a Kabul. Il confine Pakistan–Afghanistan (linea Durand) impedisce di usarlo come strada interna per Peshawar e per il sud. Le altre strade attraversano i passi montani. A sud il passo Lowari (3200 m) porta 365 km dopo a Peshawar. A nord, la strada estiva più comoda attraversa il passo Broghol (3798 m) fino al Corridoio del Wakhan in Afghanistan, ma in inverno viene solitamente chiusa. Ad est c'è una strada di 405 km per Gilgit che taglia il passo Shandur (3719 m). E ad ovest il passo Dorah Pass (4300 m) porta anch'esso in Afghanistan. Il territorio ospita alcuni falchi e leopardi delle nevi rari, e a causa della neve è isolato dal resto del mondo per sei mesi l'anno, problema che si risolverà con la terminazione del tunnel del Lowari.

## Società

### Lingue e dialetti
Il linguista norvegese Georg Morgenstierne ha scritto che la zona di Chitral è l'area con la più grande diversità linguistica al mondo. Oltre alla lingua khowar, che è la lingua predominante, nella zona sono parlate almeno altre dodici lingue: lingua kalasha, lingua phalura, lingua dameli, lingua gawar-bati, lingua yidgha, lingua burushaski, lingua gujari, lingua wakhi, lingua kirghisa, lingua pashtu ed alcune delle lingue nuristani.
Poiché diverse di queste lingue non hanno una forma scritta, le lettere vengono usualmente scritte in urdu, la lingua nazionale del Pakistan.